# NGC 7164
NGC 7164 (również PGC 67673) – galaktyka soczewkowata znajdująca się w gwiazdozbiorze Wodnika. Odkrył ją Francis Leavenworth w 1886 roku.